# Square Saint-Denis d'Amiens
Le Square Saint-Denis est un jardin public du centre-ville d'Amiens, principal espace vert du centre-ville, situé entre deux artères commerçantes, la rue de Noyon et la rue des Trois Cailloux, sur la place René Goblet.

## Historique
Ce jardin public occupe l'emplacement du jardin du prieuré Saint-Denis que l'échevinage acheta au milieu du XIVe siècle pour en faire un cimetière. Le cimetière fut fermé en 1791 et ses derniers vestiges disparurent en 1840.
Il fut aménagé en 1839 en même temps que la place par l'architecte François-Auguste Cheussey. En 1849, fut érigée au centre du square la statue de Du Cange par Théophile Caudron.

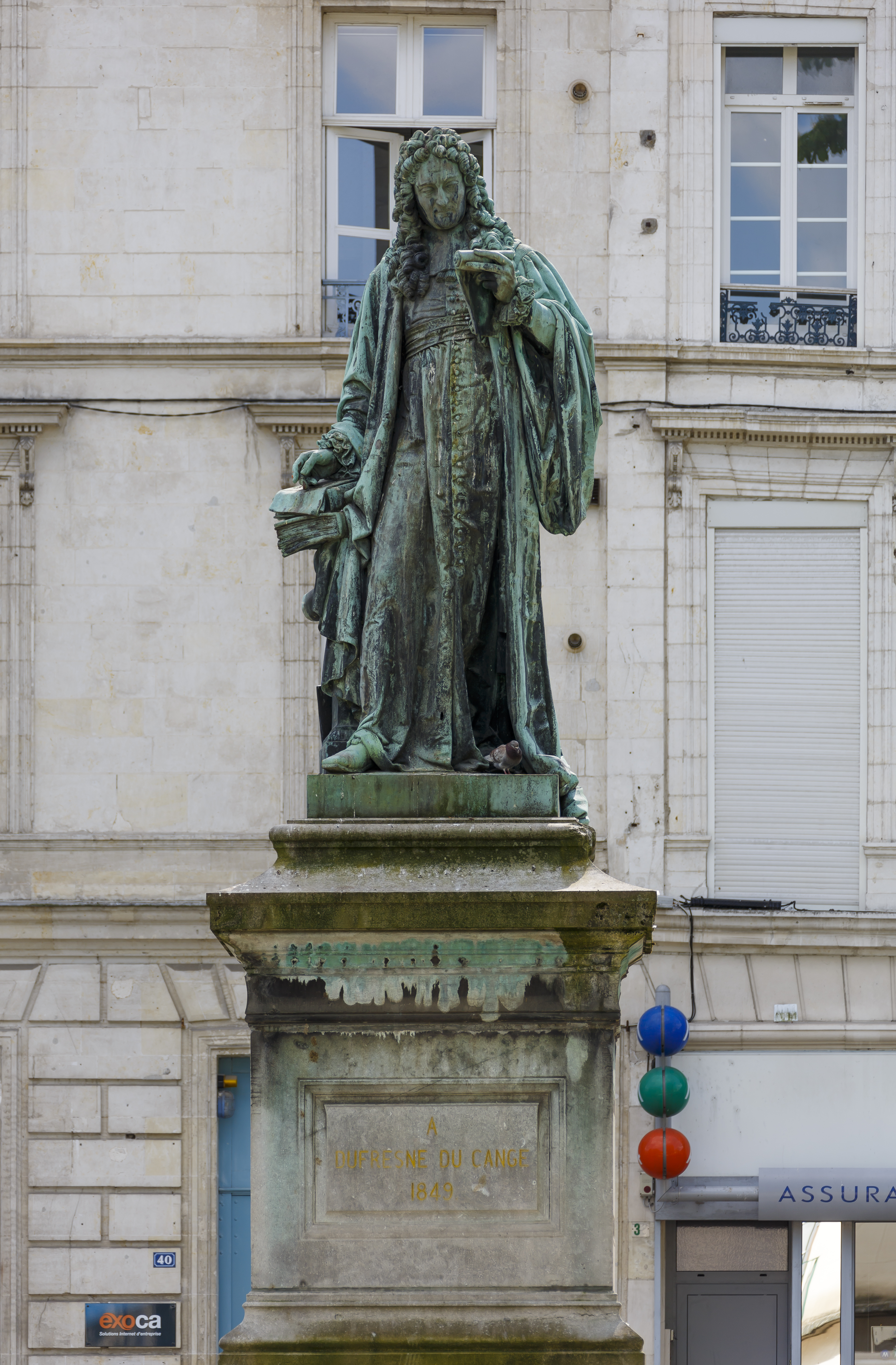
Monument à Du Cange

## Caractéristiques
Il est planté de marronniers, dont un âgé de 150 ans (Arbre remarquable), de plantes vivaces et de pelouse. Une fontaine complète l'ornementation.
Il est bordé à l'ouest par le massif monument du Maréchal Leclerc de Jan et Joël Martel.
À l'est, se trouve le monument « Aux Picards martyrs de la Résistance », érigé après la Seconde Guerre mondiale.
Au centre du square, a été remontée, en 2012, Le Ring, une sculpture monumentale sous forme d'un anneau de fer incliné de 12 mètres de diamètre que le sculpteur Albert Hirsch avait réalisée en 2004.

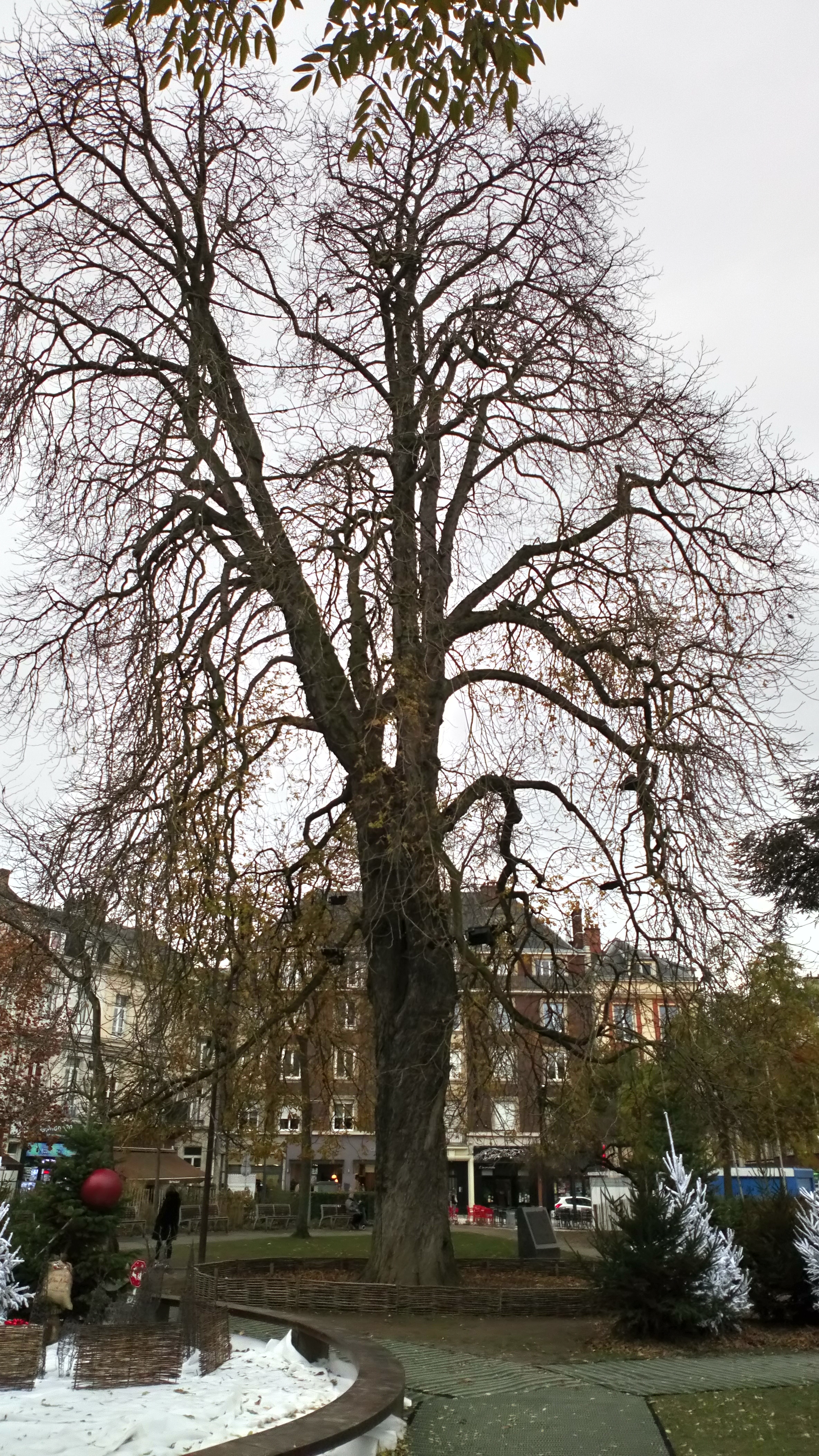
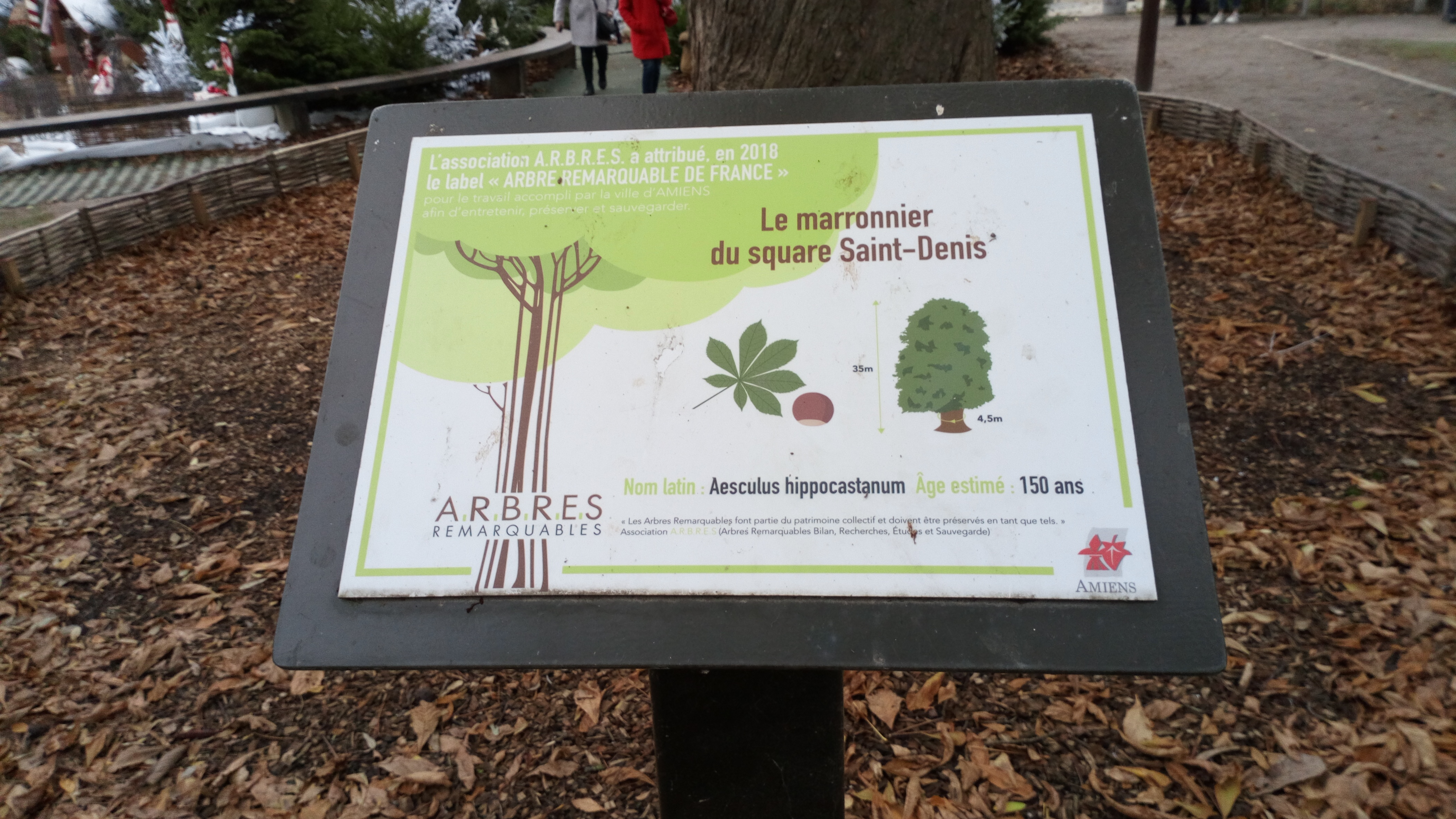
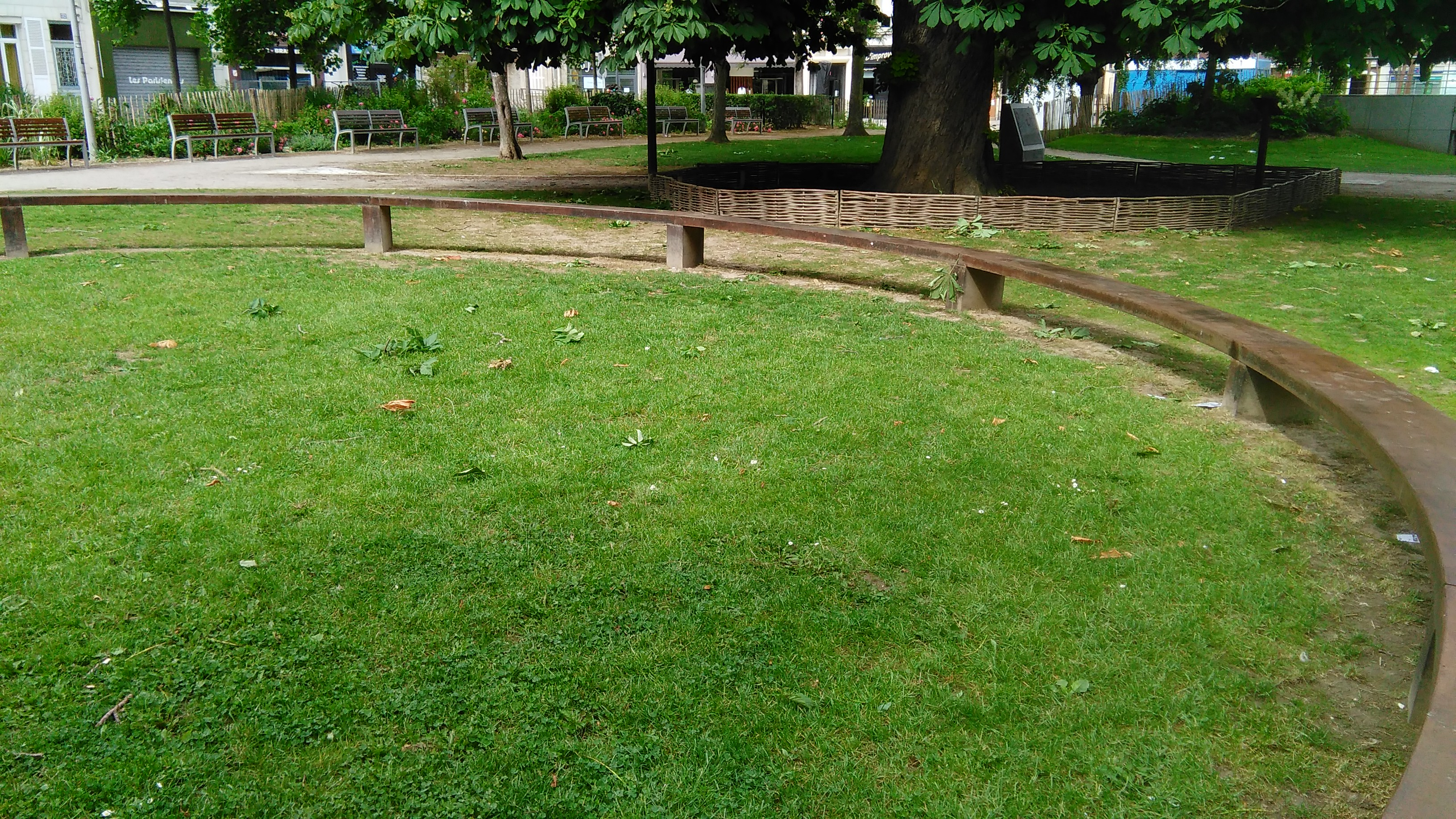